# Kazimierz Sykulski
Kazimierz Sykulski (Końskie, 29 de diciembre de 1882-Auschwitz-Birkenau, 11 de diciembre de 1941), fue un sacerdote católico polaco, venerado como beato por la Iglesia católica.

## Biografía
Nació en Końskie, como hijo de Michał y Tekla née Cybińska. A partir de 1899 estudió en el Seminario Mayor de Sandomierz, donde el 2 de julio de 1905 fue ordenado sacerdote por el obispo Stefan Zwierowicz. Luego, en los años 1908-1911, estudió en la Academia Teológica Católica Romana Imperial en San Petersburgo, de la cual se graduó con un diploma de candidato a teología.
En los años 1919-1922 fue miembro del Sejm Legislativo de la República de Polonia en nombre de la Unión Popular Nacional.
Trabajó en varios vicariatos y luego se convirtió en párroco en Skarżysko-Kamienna, Bzina y Policzna. Durante la guerra polaco-bolchevique en 1920, fue capellán militar. En enero de 1920, fue trasladado a la parroquia de St. Nicolás en Końskie, y desde junio de 1921 fue el primer párroco de la parroquia catedralicia de la Protección de la Santísima Virgen María en Radom.
En 1938 fue galardonado con la Cruz de Oro al Mérito.
Tras el estallido de la guerra en septiembre de 1939, ayudó a los fieles, refugiados y desplazados llevados en tren. El 1 de octubre de 1941 fue detenido. Inicialmente fue encarcelado en Radom, y luego trasladado al campo de concentración alemán Auschwitz-Birkenau, donde le asignaron el campo número 21962. El 11 de diciembre del mismo año, a las 15:18 horas, le dispararon en el campo.
Por resolución del Presídium del Consejo Nacional Estatal del 15 de febrero de 1946, fue condecorado póstumamente con la Cruz de Plata de la Orden de Virtuti Militari con el fin de conmemorar la heroica lucha contra el ocupante nazi por la independencia, libertad y democracia del República de Polonia durante la ocupación en la provincia de Łódź.
El 13 de junio de 1999 en Varsovia, fue beatificado por el Papa Juan Pablo II, en un grupo de 108 beatos mártires de la Segunda Guerra Mundial.